# Sembrancher
Sembrancher (/sɑ̃bʁɑ̃ʃe/, toponimo francese; in tedesco Sankt Branschier, desueto) è un comune svizzero di 1 011 abitanti del Canton Vallese, nel distretto di Entremont del quale è capoluogo.

## Geografia fisica
Sembrancher si trova alla confluenza della Val d'Entremont con la Valle di Bagnes.

## Monumenti e luoghi d'interesse

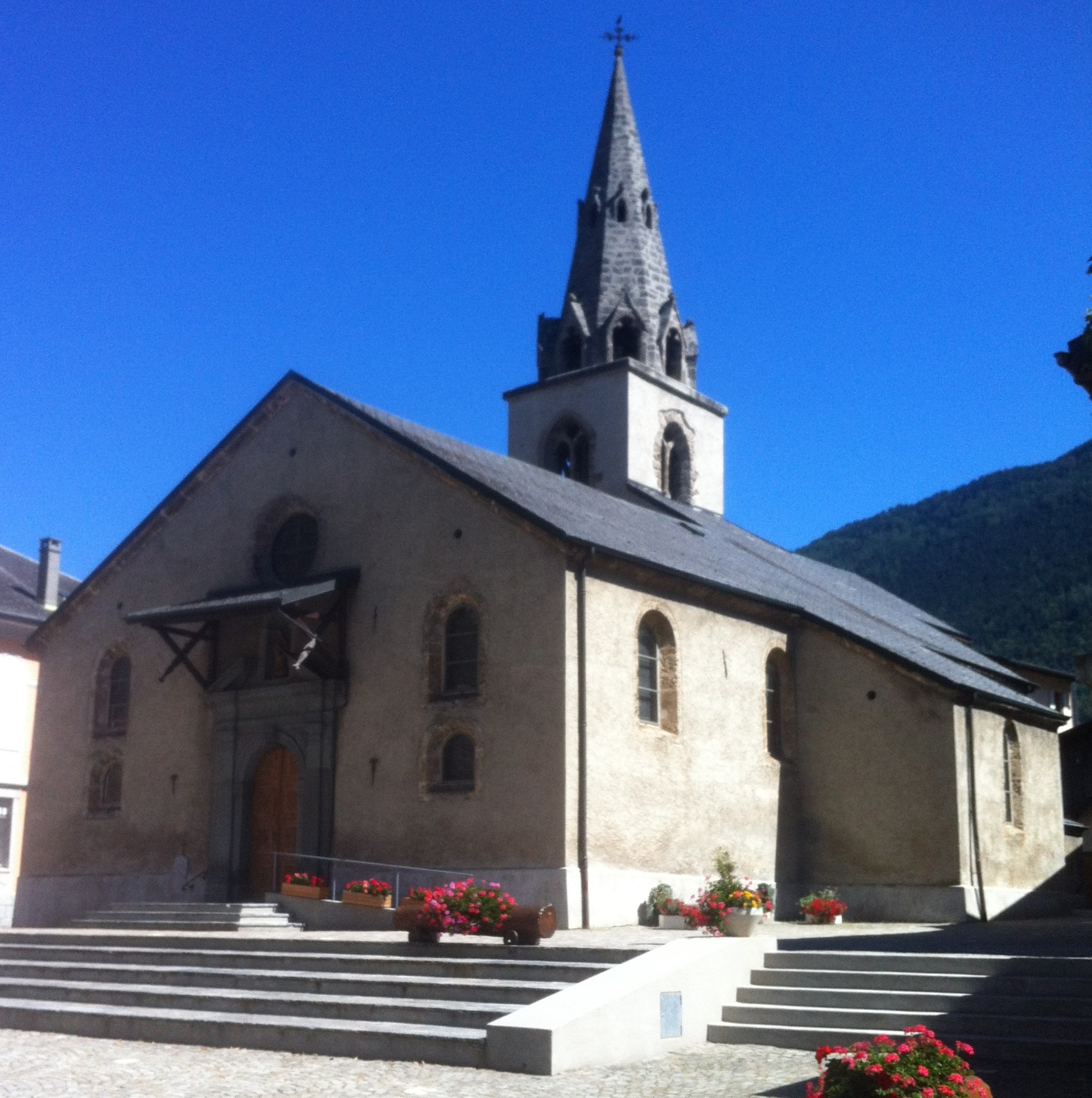
La chiesa di Santo Stefano

- Chiesa parrocchiale cattolica di Santo Stefano (già di San Pancrazio), attestata dal 1286 e ricostruita nel 1686[1].

## Società

### Evoluzione demografica
L'evoluzione demografica è riportata nella seguente tabella:
Abitanti censiti

## Infrastrutture e trasporti
Sembrancher è servito dall'omonima stazione sulla ferrovia Martigny-Orsières.

## Amministrazione
Ogni famiglia originaria del luogo fa parte del cosiddetto comune patriziale e ha la responsabilità della manutenzione di ogni bene ricadente all'interno dei confini del comune.